# Халде
Халде (груз. ხალდე) — село в Грузії.
За даними перепису населення 2014 року в селі проживає 3 особи.